# Campionat del Món de X-Trial 2021
|  | Per al campionat del món a l'aire lliure d'aquell any, vegeu Campionat del Món de Trial 2021 |

La temporada de 2021 del Campionat del Món de X-Trial fou la 29a edició d'aquest campionat, organitzat per la FIM. El calendari oficial constava de 5 proves puntuables, a celebrar a finals de 2020. A l'hora de la veritat, però, el calendari es va veure escurçat a només 2 proves a causa de la pandèmia de COVID-19: el Trial Indoor d'Andorra la Vella (6 de novembre) i el Trial Indoor de Barcelona (21 de novembre).
Toni Bou va guanyar el quinzè dels seus 19 campionats mundials indoor (a data de 2025) després de guanyar les dues úniques proves disputades aquell any.

## Sistema de puntuació
L'any 2021 entrà en vigor un nou sistema de puntuació en què obtenien punts els 9 primers classificats de cada prova (en comptes dels 8 com abans), repartits d'acord amb el següent barem:
| Posició | 1  | 2  | 3  | 4 | 5 | 6 | 7 | 8 | 9 |
| Punts   | 20 | 15 | 12 | 9 | 6 | 4 | 3 | 2 | 1 |

## Calendari
| Ronda | Data           | Prova    | Lloc             | Guanyador   |
| ----- | -------------- | -------- | ---------------- | ----------- |
| 1     | ?              | França   | Marsella         | Cancel·lada |
| 2     | ?              | França   | Chalon-sur-Saône | Cancel·lada |
| 3     | 6 de novembre  | Andorra  | Andorra la Vella | Toni Bou    |
| 4     | 21 de novembre | Espanya  | Barcelona        | Toni Bou    |
| 5     | ?              | Portugal | Braga            | Cancel·lada |

## Classificació final
| Posició | Pilot             | Motocicleta | Punts |
| ------- | ----------------- | ----------- | ----- |
| 1       | Toni Bou          | Montesa     | 40    |
| 2       | Adam Raga         | TRRS        | 27    |
| 3       | Jaime Busto       | Vertigo     | 21    |
| 4       | Gabriel Marcelli  | Montesa     | 18    |
| 5       | Matteo Grattarola | Beta        | 13    |
| 6       | Miquel Gelabert   | Gas Gas     | 10    |
| 7       | Jeroni Fajardo    | Sherco      | 9     |
| 8       | Toby Martyn       | TRRS        | 4     |
| 9       | Jorge Casales     | Gas Gas     | 2     |